# Starten På Slutningen
Starten På Slutningen er både et musikalbum fra 2012 af gruppen Intelligent Pushing. Det er markeringen af afslutningen på et musikalsk projekt af den danske industrial hiphop-gruppe. Albummet udkom i 2012 og markerede gruppens musikalske selvmord - konceptualiseret længe før den ellers samtidige gruppe Selvmord.